# Epiplema subsignaria
Epiplema subsignaria är en fjärilsart som beskrevs av Walker 1861. Epiplema subsignaria ingår i släktet Epiplema och familjen Uraniidae. Inga underarter finns listade i Catalogue of Life.